# José Luis Mumbiela Sierra
José Luis Mumbiela Sierra (Monzón, 27 maggio 1969) è un vescovo cattolico e missionario spagnolo, dal 5 marzo 2011 vescovo della Santissima Trinità in Almaty.

## Biografia
José Luis Mumbiela Sierra è nato a Monzón il 27 maggio 1969.

### Formazione e ministero sacerdotale
Dopo aver completato la sua formazione primaria e secondaria ha scoperto la sua vocazione al presbiterato ed è entrato in seminario dove ha compiuto la sua formazione ecclesiastica e nel 1994 ha conseguito la laurea in teologia all'Università di Navarra a Pamplona.
Il 25 giugno 1995 è stato ordinato presbitero per la diocesi di Lleida nella vecchia cattedrale diocesana da monsignor Ramón Malla Call. Dal 1995 al 1998 è stato vicario parrocchiale della parrocchia di San Pietro a Fraga. Il 30 giugno 1997 ha conseguito il dottorato in teologia.
Il 28 febbraio 1998 è stato inviato in Kazakistan come sacerdote missionario fidei donum nella diocesi della Santissima Trinità in Almaty. È stato vicario parrocchiale della parrocchia di Şımkent e successivamente è stato prefetto degli studi e vice-rettore del seminario interdiocesano di Karaganda. Il 16 giugno 2007 è diventato rettore dello stesso. A tutti questi incarichi, ha sempre combinato l'opera di missionario nel paese asiatico.

### Ministero episcopale
Il 5 marzo 2011 papa Benedetto XVI lo ha nominato vescovo della Santissima Trinità in Almaty. Ha ricevuto l'ordinazione episcopale l'8 maggio successivo dall'arcivescovo Miguel Maury Buendía, nunzio apostolico in Kazakistan, Kirghizistan e Tagikistan, co-consacranti l'arcivescovo metropolita di Maria Santissima in Astana Tomasz Peta e il vescovo di Teruel e Albarracín Carlos Manuel Escribano Subías.
Dal 2015 al 2022 è stato presidente della Conferenza episcopale del Kazakistan.
Nel marzo del 2019 ha compiuto la visita ad limina.
Dal 29 aprile 2022 è presidente della Conferenza episcopale dell'Asia centrale.
Oltre allo spagnolo, parla l'inglese e il russo.

## Genealogia episcopale
La genealogia episcopale è:
- Cardinale Scipione Rebiba
- Cardinale Giulio Antonio Santori
- Cardinale Girolamo Bernerio, O.P.
- Arcivescovo Galeazzo Sanvitale
- Cardinale Ludovico Ludovisi
- Cardinale Luigi Caetani
- Cardinale Ulderico Carpegna
- Cardinale Paluzzo Paluzzi Altieri degli Albertoni
- Papa Benedetto XIII
- Papa Benedetto XIV
- Cardinale Enrico Enriquez
- Arcivescovo Manuel Quintano Bonifaz
- Cardinale Buenaventura Córdoba Espinosa de la Cerda
- Cardinale Giuseppe Maria Doria Pamphilj
- Papa Pio VIII
- Papa Pio IX
- Cardinale Gustav Adolf von Hohenlohe-Schillingsfürst
- Arcivescovo Salvatore Magnasco
- Cardinale Gaetano Alimonda
- Cardinale Agostino Richelmy
- Vescovo Giuseppe Castelli
- Vescovo Gaudenzio Binaschi
- Arcivescovo Albino Mensa
- Cardinale Tarcisio Bertone, S.D.B.
- Arcivescovo Miguel Maury Buendía
- Vescovo José Luís Mumbiela Sierra